# 梨園站 (北京市)
梨園站是一个位于中国北京市通州区梨园镇与玉桥街道交界京塘路、云景东路、九周路交叉口附近，属于北京地铁八通线的地铁车站，2003年12月27日随八通线启用。

## 位置
这个站位于九棵樹東路南面，雲景東路東面。

## 车站结构

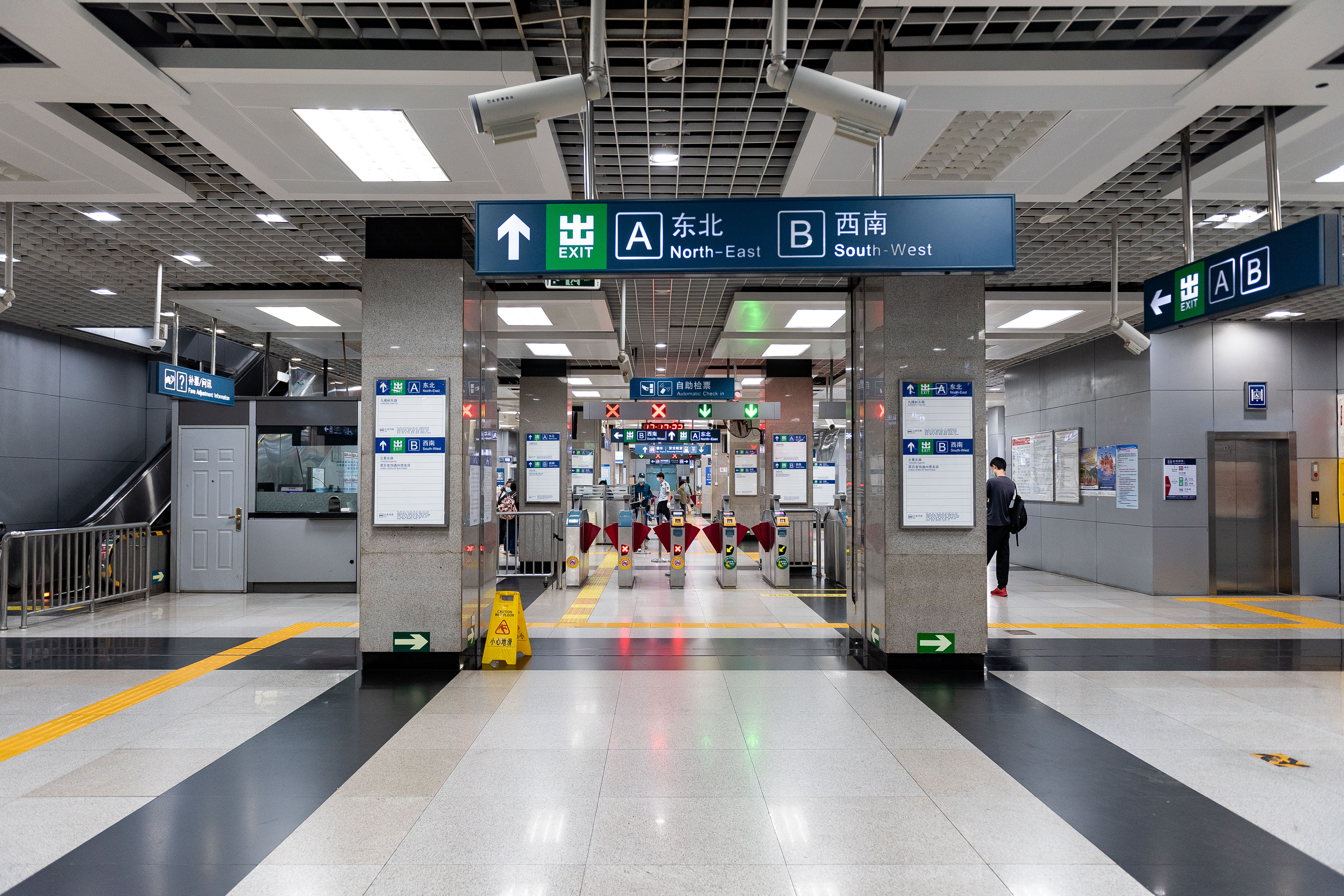
站厅层

### 车站楼层
| 地上二层 站台层 | 側式月台，右側開门                | 側式月台，右側開门                          |
| 地上二层 站台层 | █ 八通线往古城（1号线）（九棵树） |                                             |
| 地上二层 站台层 | █ 八通线往环球度假区（临河里）    |                                             |
| 地上二层 站台层 | 側式月台，右側開门                |                                             |
| 地上一层 站厅层 | 站厅                              | A-B出入口、客务中心、自动售票机、进出站闸机 |

## 出口
这个地铁站一共有2个出口：A、B
|                           |            |                  |      |            |
| 编号                      | 指示       | 建议前往的目的地 | 图片 | 无障碍设施 |
| 出口 · A                  | 九棵树东路 |                  |      | 不適用     |
| 出口 · B · 无障碍通道标志 | 九棵树东路 |                  |      |            |
| 註： 設有                 |            |                  |      |            |